# Abdijtoren

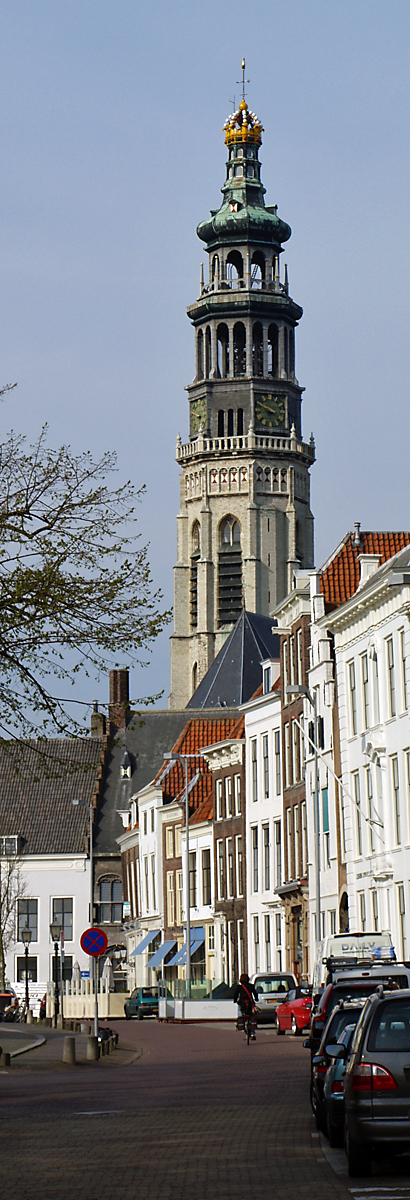
De Abdijtoren gezien vanaf de Dam

De Abdijtoren is een 90,4 meter hoge kerktoren die behoort tot het abdijcomplex in Middelburg. Hij is gesitueerd tegen de zuidwand van de eenbeukige Koorkerk. De toren heeft als bijnaam de Lange Jan en is nummer tien op de lijst van hoogste kerktorens in Nederland.

## Bouw

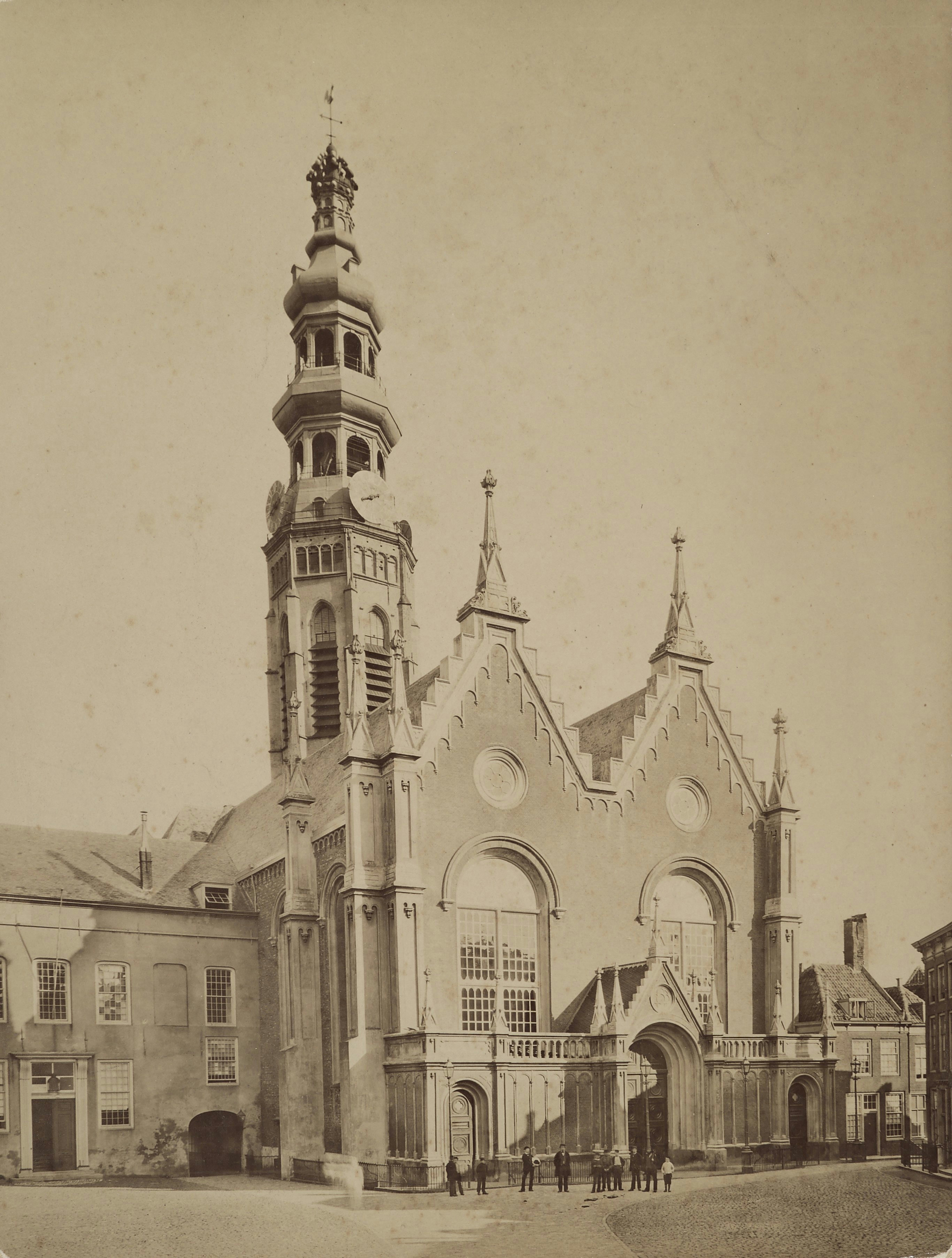
Gezicht op de vooroorlogse Abdijtoren met de Nieuwe Kerk op de voorgrond

De Abdijtoren dateert uit de tweede helft van de veertiende eeuw. Hij is achtkantig van vorm en bekleed met ledesteen. De toren is diverse malen door brand beschadigd. In 1568, 1712 en mei 1940. In 1590 werd een houten spits in renaissancestijl aangebracht, deze spits verbrandde in 1712 waarna Pieter Graafschap een nieuwe hoge spits ontwierp, die van 1732-1734 door stadsarchitect Jan de Munck grondig werd gerestaureerd. Na de stadsbrand op 17 mei 1940 aan het begin van de Tweede Wereldoorlog, kreeg architect Jan de Meijer (1872-1950) uit Amsterdam al in augustus 1940 opdracht van het Middelburgse gemeentebestuur de toren te restaureren. De heropening van de gerestaureerde toren was op 11 juni 1955. De spits is in eenvoudigere vorm herbouwd met aanpassingen om de beiaard te kunnen herbergen en draagt als vanouds een keizerskroon.

## Klokkenspel
De oudste berichten over een klokkenspel in Middelburg dateren uit 1371. Maar het duurde nog tot 1492 voor Middelburg het daadwerkelijk bestelde voor de toren van de Westmonsterkerk. Deze voorslag werd besteld bij klokkengieter Hans uit Veere maar was in de 16e eeuw al niet meer aanwezig. Men voorzag daarna de stadhuistoren opnieuw van een voorslag die ook automatisch de uurslagen aankondigde omstreeks 1525. De klokken werden gegoten door Medardus Waghevens. Deze klokken waren mogelijk niet goed op toon gegoten en in 1529 wordt met ene Ghijsbrecht Stalpaert overeengekomen dat hij de klokken zou stemmen. Of hem dit gelukt is is onbekend omdat het spel reeds lang verloren is gegaan. Pas in de 17e eeuw konden de gebroeders Hemony klokken stemmen. Een kunst die later weer verloren ging.
Aan het einde van de 16e eeuw begon men toch te verlangen naar een serieuzer klokkenspel dat werd opgehangen in de Abdijtoren. Het werd gegoten door Hendrick van Trier met zijn meesterknecht Jan Burgerhuys. Deze goot een reeks klokken waarop ook gebeierd moest kunnen worden. Dit klokkenspel ging ten onder in augustus 1712 toen de toren afbrandde. Men liet al snel de toren weer herbouwen en van klokken voorzien. Ditmaal kwam er een grote beiaard van 40 klokken die in 1714/15 werden gegoten door Jan Albert de Grave en Claes Noorden in de Amsterdamse stadsgieterij. Zij hadden de kunst van het klokkenstemmen geleerd bij Hemony. Dit tweetal goot ook twee luidklokken voor de Abdijtoren waarvan er één de Tweede Wereldoorlog heeft overleefd. Voor het uurwerk ging men naar Hendrick Joltrain uit Antwerpen. De grote messing speeltrommel met enorme capaciteit werd gegoten door Willem Witlocks. Als enige in Nederland bezat Middelburg een springtrommel. Deze kon een zeer uitgebreid repertoire bevatten omdat het lichterbed door middel van een mechaniek in het uurwerk elk uur opschoof zodat deze tweemaal rond draaide in het uur. Dit fraaie spel met uurwerk is verloren gegaan in mei 1940 tijdens een bombardement in de Tweede Wereldoorlog. Van deze klokkengieter bestaat vrijwel niets meer heden ten dage.
Na de Tweede Wereldoorlog was Ferdinand Timmermans, de stadsbeiaardier van Rotterdam samen met de Amerikaan Arthur Lynds Bigelow betrokken bij de herbouw van de beiaard en de toren. De huidige beiaard is in 1950 gegoten door klokkengieter A.H. van Bergen uit Heiligerlee. Maar het duurde nog tot 9 april 1954 voor het klokkenspel in de toren hing en ingespeeld kon worden. De beiaardier in 1954 werd Th.C. Ferwerda die later werd opgevolgd door Piet Broerse. Alleen de grootste luidklok van Claes Noorden en Jan Albert de Grave met slagtoon G (ca. 6150 kg)) hangt nog in de toren en deze was de basis voor de nieuwe beiaard. (G = Bes) Om de nieuwe beiaard te herbergen werd de toren iets breder herbouwd.
Eind twintigste eeuw werd een deel van de beiaard, met name de hoogste octaven vervangen door beter gestemde exemplaren van Eijsbouts. De vrijgekomen Van Bergen-klokken staan beneden in de ruimte tussen de twee kerken. De beiaard speelt door middel van een computer automatisch om de uurslagen en de kwartieren aan te kondigen, daarnaast wordt het klokkenspel op marktdagen op donderdag (en soms op zaterdag) door een beiaardier bespeeld tussen twaalf en twee uur gedurende een uur. In de wintermaanden zijn er minder bespelingen. Nadat de vaste beiaardier Henk G. van Putten was wegbezuinigd werd er in de zomer regelmatig gespeeld door de Vlaamse beiaardier Geert D'hollander. Sinds deze naar Amerika is geëmigreerd wordt het klokkenspel regelmatig bespeeld door Janno den Engelsman uit Bergen op Zoom.

## Bezoekers
De Abdijtoren kan tegen betaling tot ongeveer de helft beklommen worden via 207 treden. Men heeft dan door de ramen in de toren uitzicht over Middelburg.